# Klementinum
Klementinum (dříve psáno Collegium Clementinum, zkráceně Clementinum), bývalá jezuitská kolej, je rozlehlý komplex barokních budov nedaleko Karlova mostu na Starém Městě v Praze. Po Pražském hradu je Klementinum druhý nejrozsáhlejší stavební celek v Praze. Je sídlem Národní knihovny České republiky, která areál s výjimkou kostelů spravuje. Patří mezi národní kulturní památky České republiky.
Klementinum zaujímá významné postavení v dějinách českého katolického náboženství, matematiky a meteorologie. Zdejší meteorologická pozorování začala v polovině 18. století a systematicky jsou zaznamenávána od roku 1775, což z nich činí nejdelší souvislou řadu pozorování ve střední Evropě.

## Historie

### Dominikánský klášter sv. Klimenta

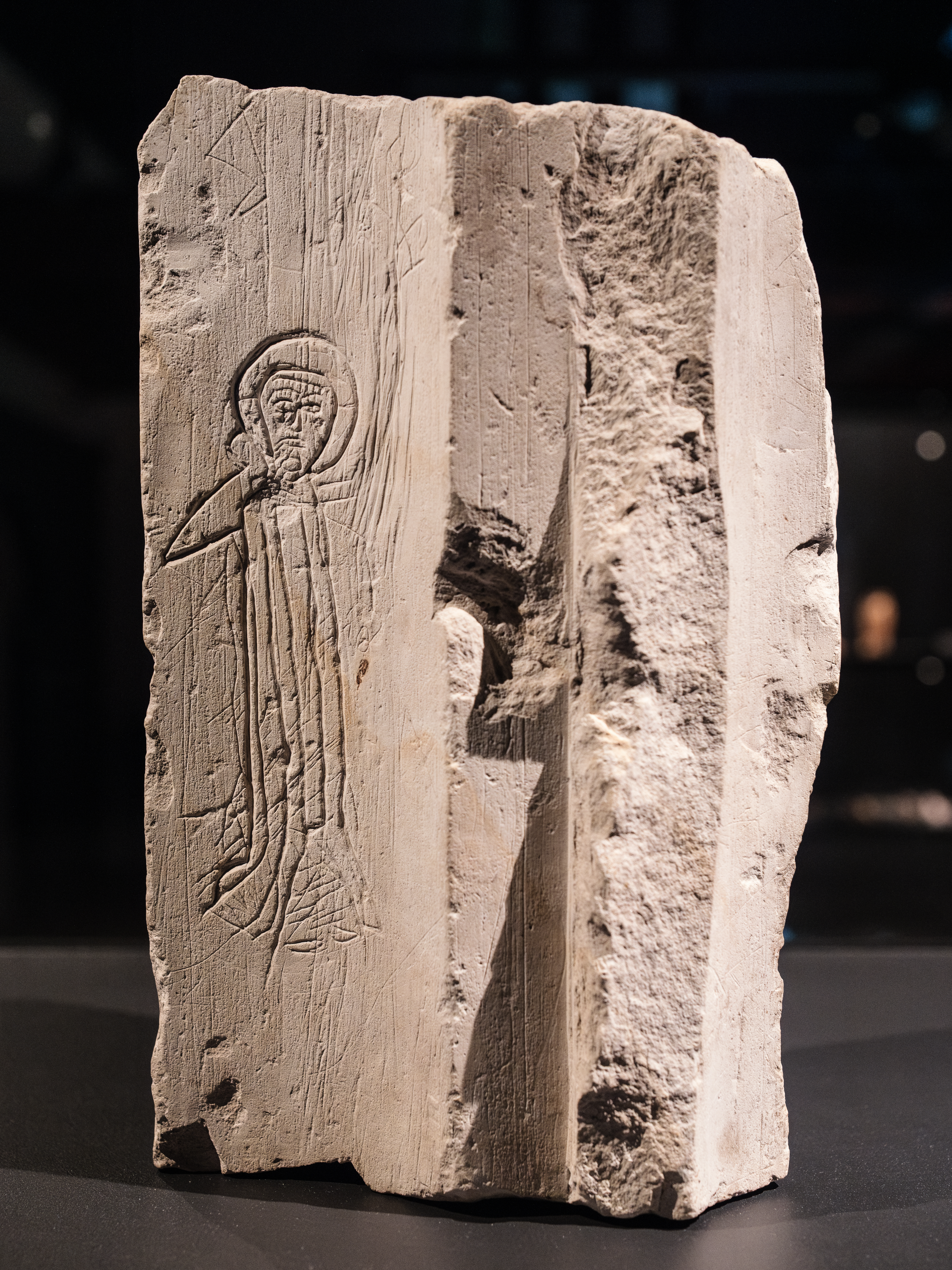
Gotický architektonický článek, patrně část opukového sloupku okna, s rytinou světce. Nález z místa severní chodby ambitu středověkého dominikánského kláštera.

Klementinum má svůj název podle původně románského kostela sv. Klimenta, který je poprvé zmiňován k roku 1227, kdy se sem podle Dalimilovy kroniky přestěhovali dominikáni od stejnojmenného kostela Na Poříčí a vybudovali dominikánský klášter, v němž se již roku 1248 konala kapitula řádové provincie. V klášteře působila také řádová škola, která získala po založení Karlovy univerzity statut generálního studia. V refektáři, který měl na svou dobu úctyhodné rozměry asi 37 x 10 metrů, se konala slavnostní zasedání městské rady, soudy či významná politická jednání. V roce 1281 se v refektáři sešli zástupci české šlechty vedení pražským biskupem Tobiášem z Bechyně aby jednali o nápravě neutěšených poměrů v království po smrti Přemysla Otakara II. V roce 1317 se v klášteře odehrály mírové rozhovory mezi zástupci stran královny Elišky Přemyslovny a Jindřicha z Lipé. Význam kláštera dokládá také pohřeb druhorozeného syna krále Václava II. v konventním kostele roku 1296. V 1. polovině 14. století v klášteře sídlil inkviziční soud a vězení, později přestěhované mimo areál kláštera. V roce 1359 se v klášteře za účasti Karla IV. konala generální kapitula dominikánského řádu, při níž hostil zástupce všech dominikánských klášterů. V klášteře, patřícímu ve své době k největším a nejvýznamnějším církevním institucím v Čechách, žilo na počátku 15. století podle některých odhadů až 120 kněží a 30 konvršů.
V roce 1409 je u sv. Klimenta doloženo kázání Mistra Jana Husa, který v té době vykonával funkci rektora pražské univerzity. Mezi Husem a dominikány nicméně obecně panovaly oboustranné antipatie. K předním Husovým odpůrcům patřil dominikán Petr z Uničova, německý kazatel od sv. Klimenta, který ostře vystupoval proti učení Jana Wiklefa, již v roce 1410 vyzýval k exkomunikaci Jana Husa a Jeronýma Pražského a proti Husovi v roce 1414 svědčil přímo na koncilu v Kostnici. Nenávist na sebe dominikáni přivolali rovněž ve spojitosti s inkvizicí, ještě před vypuknutím husitských válek proto nebyly ojedinělé výhružky a útoky na příslušníky řádu. Po vypuknutí husitských válek byl klášter 8. srpna 1420 vypálen a řeholníci, kteří se nestačili ukrýt, povražděni. V úpadku po skončení válek byl pobořený a vypálený klášter obnoven jen z malé části. Většina městiště, včetně klášterní zahrady nebo kaple sv. Bartoloměje, byla rozprodána či pronajata soukromníkům. V prostorách kdysi slavného kláštera žilo jen několik bratří, jeho zkázu pak završilo zřícení věže kostela v roce 1467, po němž zbylí dominikáni odešli do Plzně a Českých Budějovic. V roce 1496 povolal král Vladislav II. dominikány z Polska, k plné obnově konventu však nedošlo a k roku 1552 tak v klášteře žil zřejmě již opět pouze převor a dva řádoví bratři.

### Klementinum za jezuitů (1576–1773)

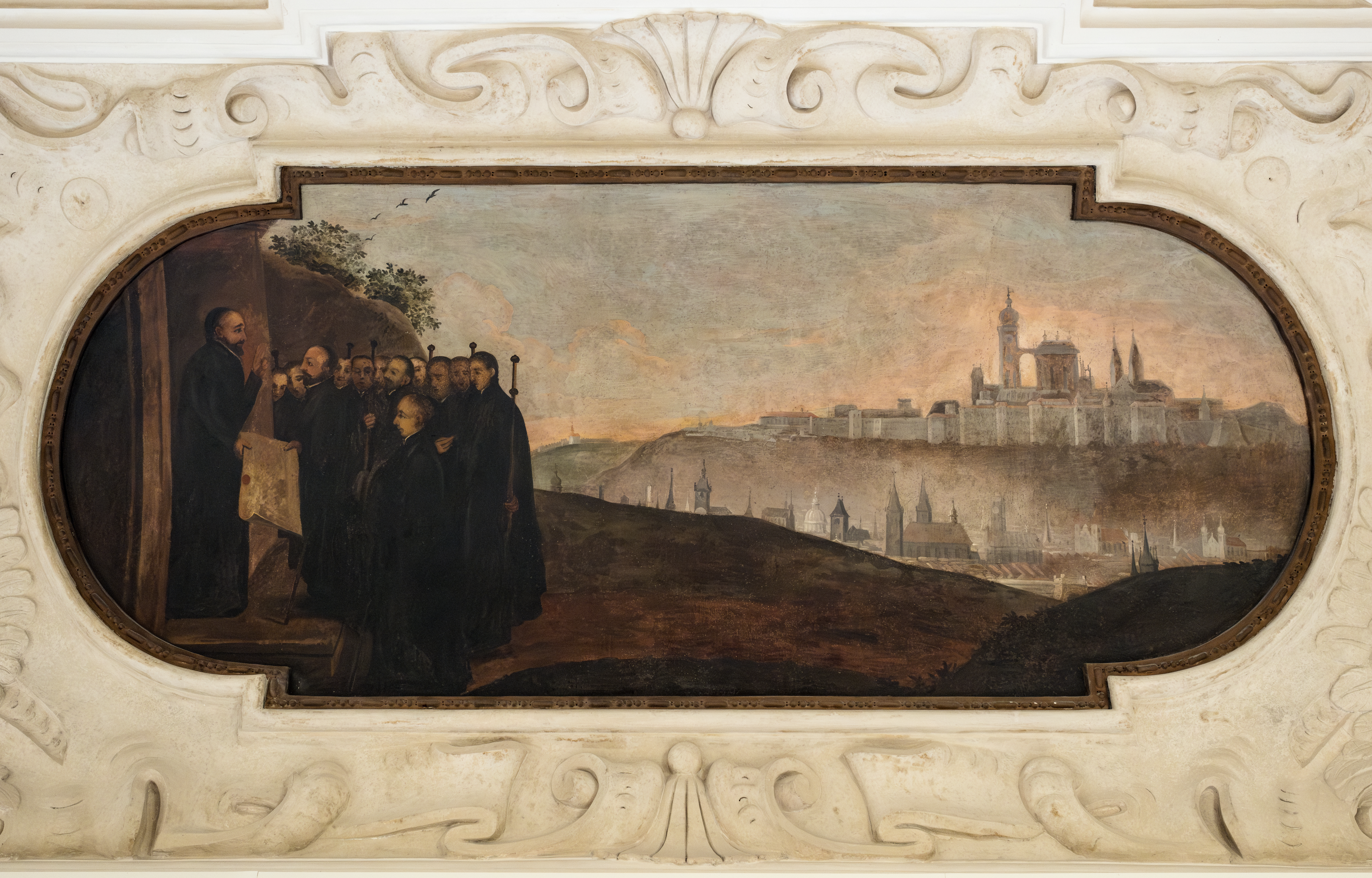
Sv. Ignác z Loyoly posílá 12 jezuitů do Prahy založit kolej, freska z Křižovnické chodby Klementina od Heřmana Schmidta, cca 1665–1675.

V roce 1564 budoucí pražský arcibiskup Antonín Brus z Mohelnice spolu s dalšími preláty a šlechtici požádal Ignáce z Loyoly o vyslání Tovaryšstva Ježíšova (jezuitů) do českých zemí, stejně tak učinil císař Ferdinand I. Toto strategicky výhodné místo u paty Karlova mostu a při hlavní komunikaci mezi Pražským hradem a Staroměstským náměstím vybral pro první a nejvýznamnější sídlo české řádové provincie jezuitů a jejich staroměstské koleje již v roce 1555 Petr Canisius, řádový provinciál pro Německo, Rakousko a české země.
Prvních dvanáct jezuitů přišlo z Říma do Prahy 21. dubna roku 1556   a usadili se ve zpustlé budově kláštera dominikánů, kterou dostali jezuité darem od krále Ferdinanda I. Poslední dominikáni dostali náhradou opuštěný klášter klarisek Na Františku.

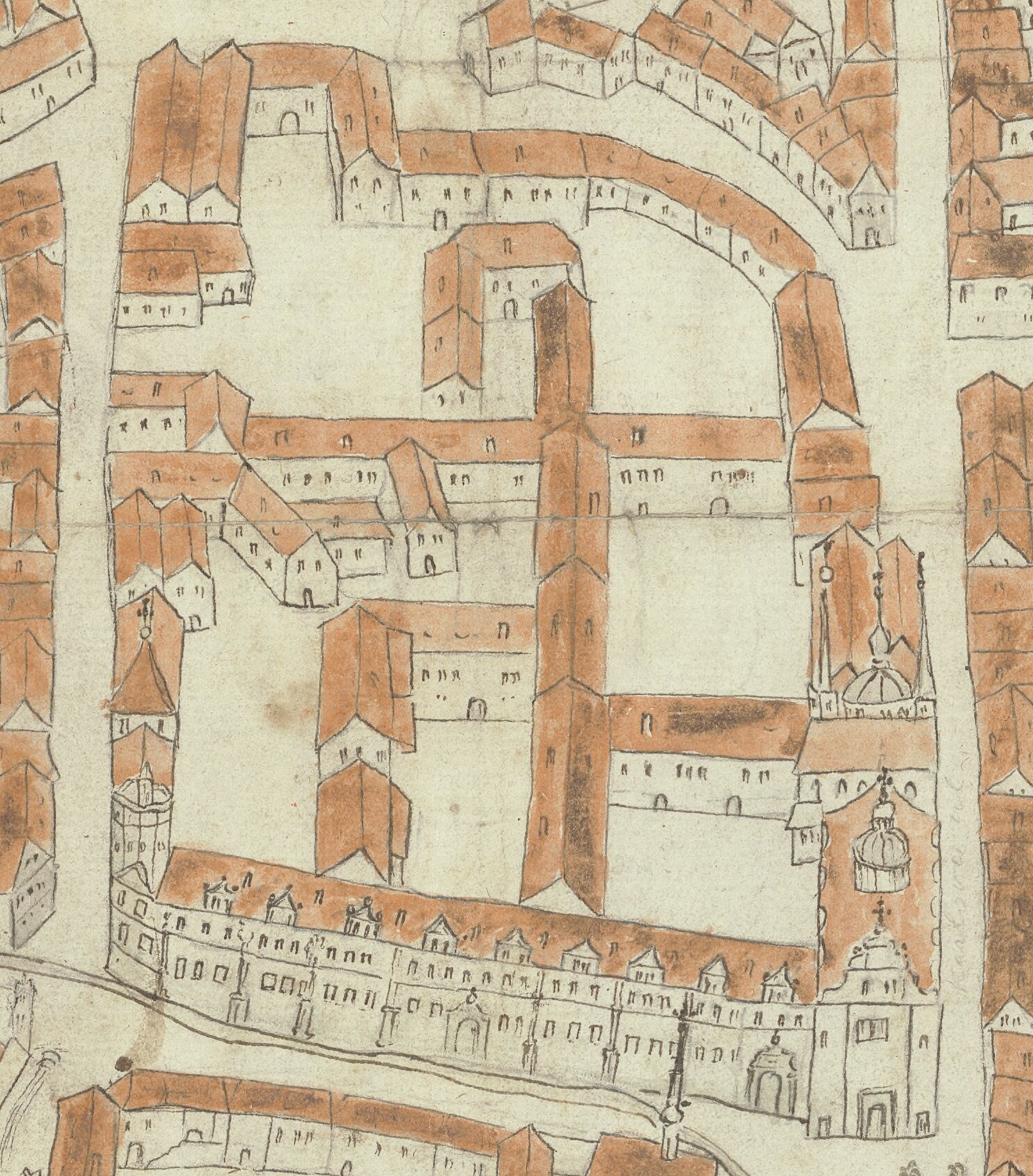
Výřez z tzv. Křižovnického plánu (okolo roku 1650) zachycující podobu areálu po dostavbě nejstarších jezuitských staveb – západního křídla Klementina, kostela Nejsvětějšího Salvátora a Vlašské kaple – společně se starší zástavbou v místech bývalého dominikánského kláštera.

Bratří vytvořili první konvent a dali si upravit západní křídlo budovy, zvané po přestavbě Canisium. Kolej byla oficiálně otevřena vyučováním v provizorních podmínkách, které bylo zahájeno 7. července 1556. Prvním rektorem byl Ursmar Goisson z Lutychu. Již v letech 1576–1577 bylo postaveno nové školní křídlo, roku 1581 byl položen základní kámen kostela sv. Salvátora, v letech 1590–1597 byla postavena tzv. Vlašská kaple. V období do roku 1620 získali jezuité koupí nebo darem 32 sousedních měšťanských domů, 7 dvorů a 2 zahrady. Další výstavba pokračovala až po skončení třicetileté války. V raně barokním slohu bylo Klementinum v letech 1653–1684 rozšířeno podle projektu Carla Luraga. Byla dostavěna západní část areálu: k tzv. Staré koleji (při Karlově ulici), přibyla tzv. Nová kolej (podél Křižovnické a Platnéřské ulice), byl postaven tzv. letní refektář. V této době bylo Klementinum také vybaveno první splachovací kanalizací v Praze.
Novou stavební etapu představuje období 1709–1726, kdy byl celý areál dokončen ve stylu vrcholného baroka. Vzniklo spojovací křídlo mezi kolejí a kostelem sv. Salvátora, byl vybudován nový kostel sv. Klimenta, v roce 1719 byla zahájena stavba východní části koleje (při Seminářské ulici a Mariánském náměstí). Byla postavena Zrcadlová kaple (1722–1724) a Astronomická věž. V té době již mělo Klementinum druhou věž, zvanou hodinová.
Velkoryse pojatý areál nepotřeboval větší úpravy až do odchodu řádu roku 1773. Dílčími úpravami prošel v období klasicismu v 19. století a na počátku 20. století. Rozsáhlá rekonstrukce a stavební úpravy byly provedeny až v letech 1924–1936.

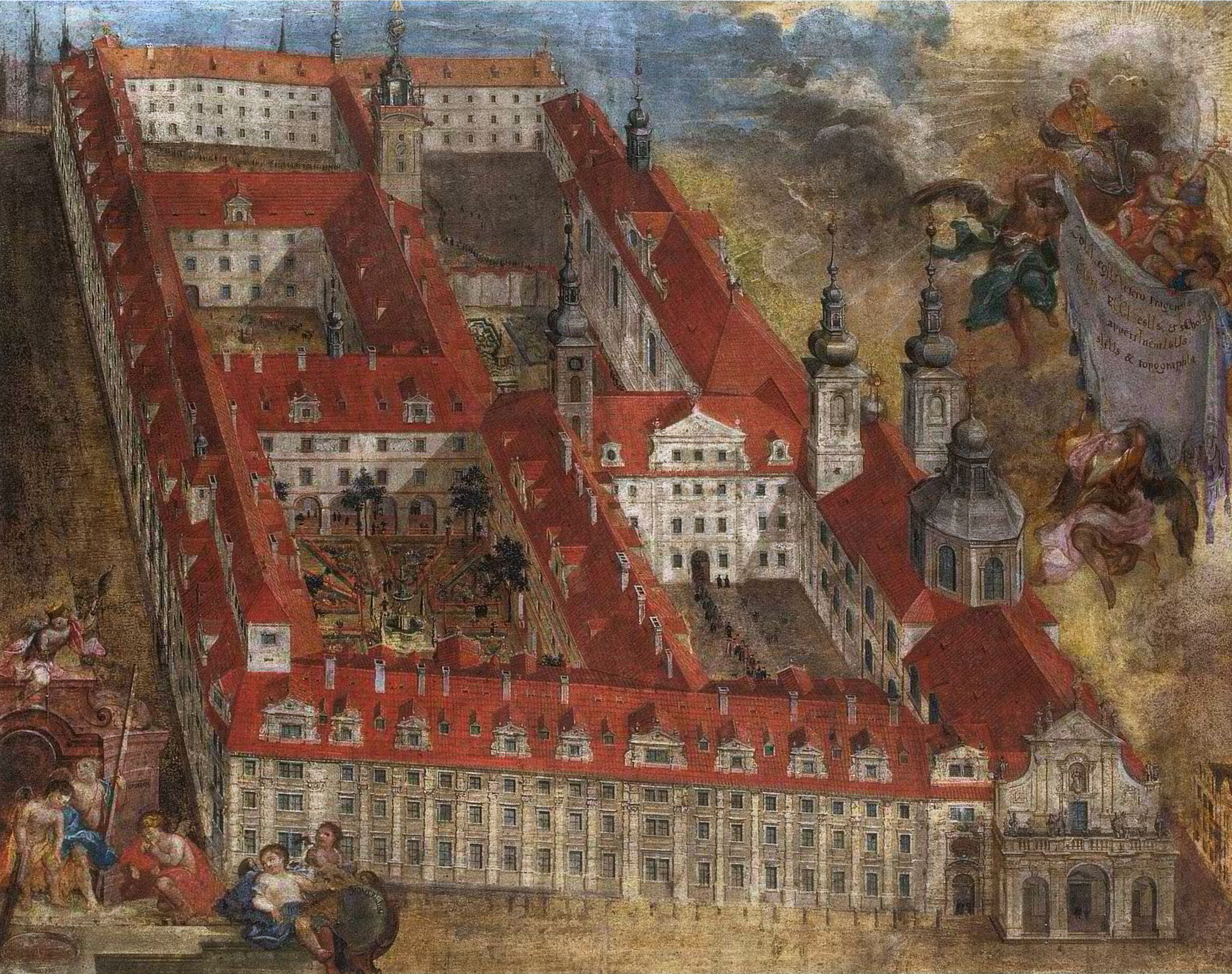
Klementinum z ptačí perspektivy od západu okolo roku 1730. Obraz od Johanna Hiebela.

Jezuité v Klementinu provozovali svoji školu, roku 1616 povýšenou na univerzitu, která byla protiváhou (soupeřem) tehdy protestantské Karlovy univerzity. V roce 1618 byli jezuité reformátory z Prahy vypovězeni. Po svém brzkém návratu v roce 1620 po Bílé hoře jim byla v rámci pokračující rekatolizace svěřena v roce 1622 i správa Karlovy univerzity. Roku 1638 byly právnická a lékařská fakulta od jezuitské koleje odděleny a bylo jim vráceno Karolinum. I když v roce 1654 došlo k opětnému sloučení v univerzitu Karlo-Ferdinandovu, v Klementinu zůstaly jen fakulty filozofická a teologická. Od počátku své existence budovala jezuitská kolej svou knihovnu a v roce 1622 sem byla přemístěna knihovna Karlových kolejí. Jezuité v Klementinu provozovali také tiskárnu, kterou získali koupí od dědiců Daniela Adama z Veleslavína. Významnou pozornost věnovali jezuité vědeckým disciplínám (od roku 1722 zde byla zvláštní matematicko-astronomická studia, matematické muzeum a později astronomická observatoř). V areálu se také nacházela lékárna s laboratoří. Již za jezuitů se v Klementinu konaly přednášky Stavovské inženýrské školy, která zde sídlila až do roku 1786.

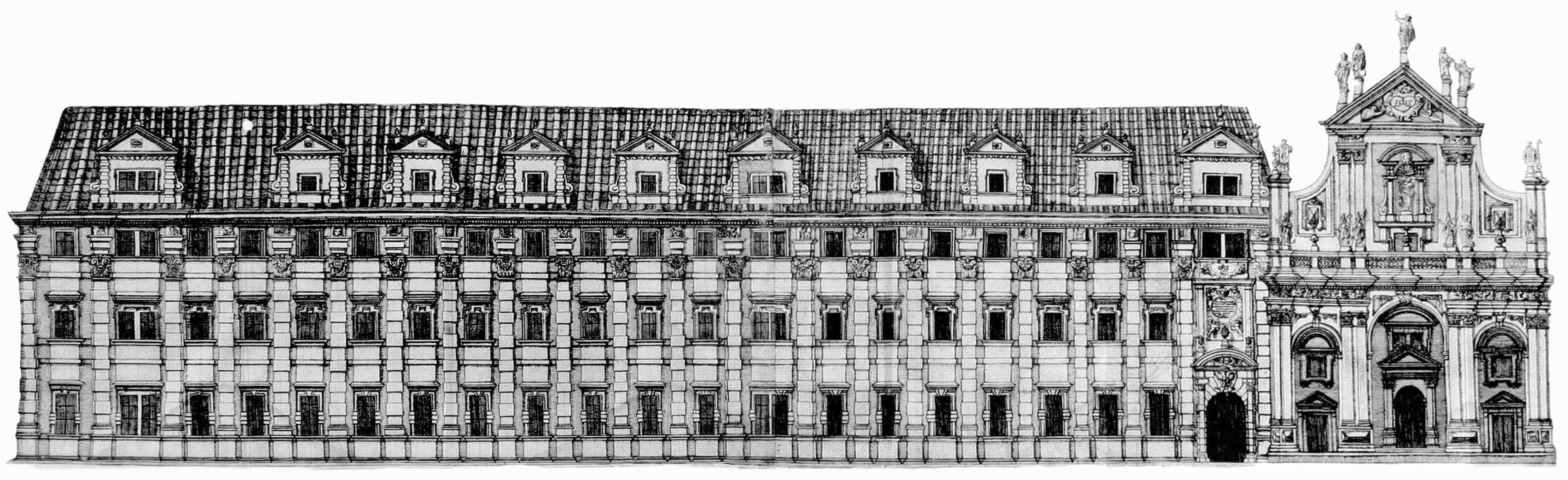
Západní průčelí Klementina s kostelem Nejsvětějšího Salvátora z Křižovnické ulice. Mědirytina z roku 1672.

### Klementinum po zrušení řádu
Po zrušení jezuitského řádu v roce 1773 Klementinum využívala sekularizovaná univerzita. Knihovna byla prohlášena dekretem Marie Terezie z 6. února 1777 veřejnou c. k. Universitní knihovnou. Do rozdělení Karlo-Ferdinandovy univerzity na českou a německou v roce 1882 v Klementinu dále sídlily filozofická a teologická fakulta, kde se vyučovalo především, ne-li výlučně, německy. Po rozdělení zde zůstala pouze česká část. Univerzita převzala i klementinskou observatoř. Tiskárna zůstala v Klementinu i po odchodu jezuitů, byla přejmenována na Tiskárnu normální školy a teprve v roce 1786 se přestěhovala do Konviktské ulice. V roce 1775 se do části Klementina nastěhoval arcibiskupský seminář, který zde fungoval až do roku 1929. V roce 1796 si v jiné části areálu zřídila Společnost vlasteneckých přátel umění obrazárnu, základ pozdější Národní galerie. V letech 1799–1886 zde působila Akademie výtvarného umění. Své sídlo mělo v Klementinu v letech 1805–1883 také Akademické gymnázium, kde vyučovali mj. Josef Jungmann a Václav Kliment Klicpera a kde studovala řada budoucích básníků a spisovatelů.
| „Skladiště sama jsou pak hotovým bludištěm chodeb se křižujících, místností, sic kdysi pro knihovní účely stavěných, ale moderním požadavkům svými temnými zákoutími a zvláště pro dnešek naprosto nedostačujícími rozměry nevyhovujících. Těmto nesnázím, s nimiž knihovna zápasí po dlouhou řadu let s vynaložením největšího úsilí, má právě zabrániti přestavba Klementina podle Macho[ňo]va návrhu, rozšířena na sedm období a duchaplně řešící dvě otázky: otázku praktické účelnosti v knihovním provozu i vážnou otázku zachování staré památky architektonické, bez porušení, ba spíše očištěné od pozdějších, nevhodných přístavků. Po rozšíření skladišť, na nichž se nyní pracuje, má dojíti ke stavbě veliké, amfiteatrální čítárny a s postupným vyprazdňováním dalších traktů klementinských k dalším úpravám, které zajistí největší vědecké a veřejné knihovně republiky na řadu staletí dostatek místa pro knižní poklad i pro úřadovny.“ |
| BRTNÍK, Václav. Pražská univerzitní knihovna. Český svět. 1925, roč. 21, čís. 18, s. 7. |

Studovna Knihovny vysokých škol technických ve východním křídle Klementina. 30. léta 20. století.

Roku 1923 rozhodlo ministerstvo školství a národní osvěty, že má celý areál sloužit knihovně. V roce 1924 československý stát odkoupil část Klementina od pražského arcibiskupství a byly zahájeny stavební úpravy pro potřeby knihovny za vedení architekta Ladislava Machoně. Některé trakty byly zvýšeny o patro a do nadstaveb byla umístěna skladiště, přibyla novostavba čítárny (dnes hala služeb). Východní křídlo bylo upraveno pro Knihovnu vysokých škol technických, která se do Klementina nastěhovala po odstěhování filozofické fakulty roku 1935 a sídlila zde až do roku 2009, kdy se přestěhovala již jako Národní technická knihovna do nové budovy. Při těchto úpravách byla v traktu u Mariánského náměstí vybudována nová velká studovna, pro niž byl malířem Bohumírem Čílou restaurován historický dřevěný strop bývalého jezuitského divadla. Univerzitní pracoviště opouštěla areál postupně až do roku 1946.
Knihovna sídlící v Klementinu, původně univerzitní, změnila v průběhu let několikrát své jméno. Od roku 1990 se jmenuje Národní knihovna České republiky, Je knihovnou s univerzálním knihovním fondem zaměřeným na potřeby vysokých škol univerzitního typu a vědeckých pracovišť v oblasti společenských a přírodních věd, kultury a umění. Na základě práva povinného výtisku shromažďuje a v národním konzervačním fondu uchovává vše, co bylo vydáno na území České republiky.

### Klementinští studenti v bouřlivých dobách
Klementinum vstoupilo do dějin také účastí svých studentů na bojových akcích v letech 1648 a 1848. Když v roce 1648 napadli Prahu Švédové, velký podíl na tom, že se jim nepodařilo dostat se přes Karlův most do Starého Města, měla studentská legie vedená otcem jezuitou Jiřím Plachým. Tyto události připomíná socha studenta na prvním nádvoří. V revolučním roce 1848 bylo Klementinum centrem červnového povstání. Studenti opevnění v Klementinu dokonce zajali prezidenta českého gubernia hraběte Lva Thuna – propustili ho teprve po naléhání Palackého a Šafaříka. Barikády v Klementinu stavěli studenti i v průběhu pražského květnového povstání v roce 1945.

## Architektura a exteriér
Klementinum leží na rozlehlé nepravidelné parcele ohraničené ulicemi Platnéřská, Křižovnická, Karlova, Seminářská a Mariánským náměstím. Celková rozloha včetně kostelů je 19 041 m², celková zastavěná plocha bez kostelů je 10 355 m² (13 012 m² i s kostely). Komplex tvoří několik traktů dvou- až třípatrových budov obklopujících pětici nádvoří, dva kostely a dvě kaple.

### Církevní stavby začleněné do komplexu
- kostel Nejsvětějšího Salvátora
- katedrála svatého Klimenta
- Vlašská kaple (kaple Nanebevzetí Panny Marie)
- Zrcadlová kaple (kaple Zvěstování Panny Marie)

### Světské stavby, nádvoří a jejich výzdoba

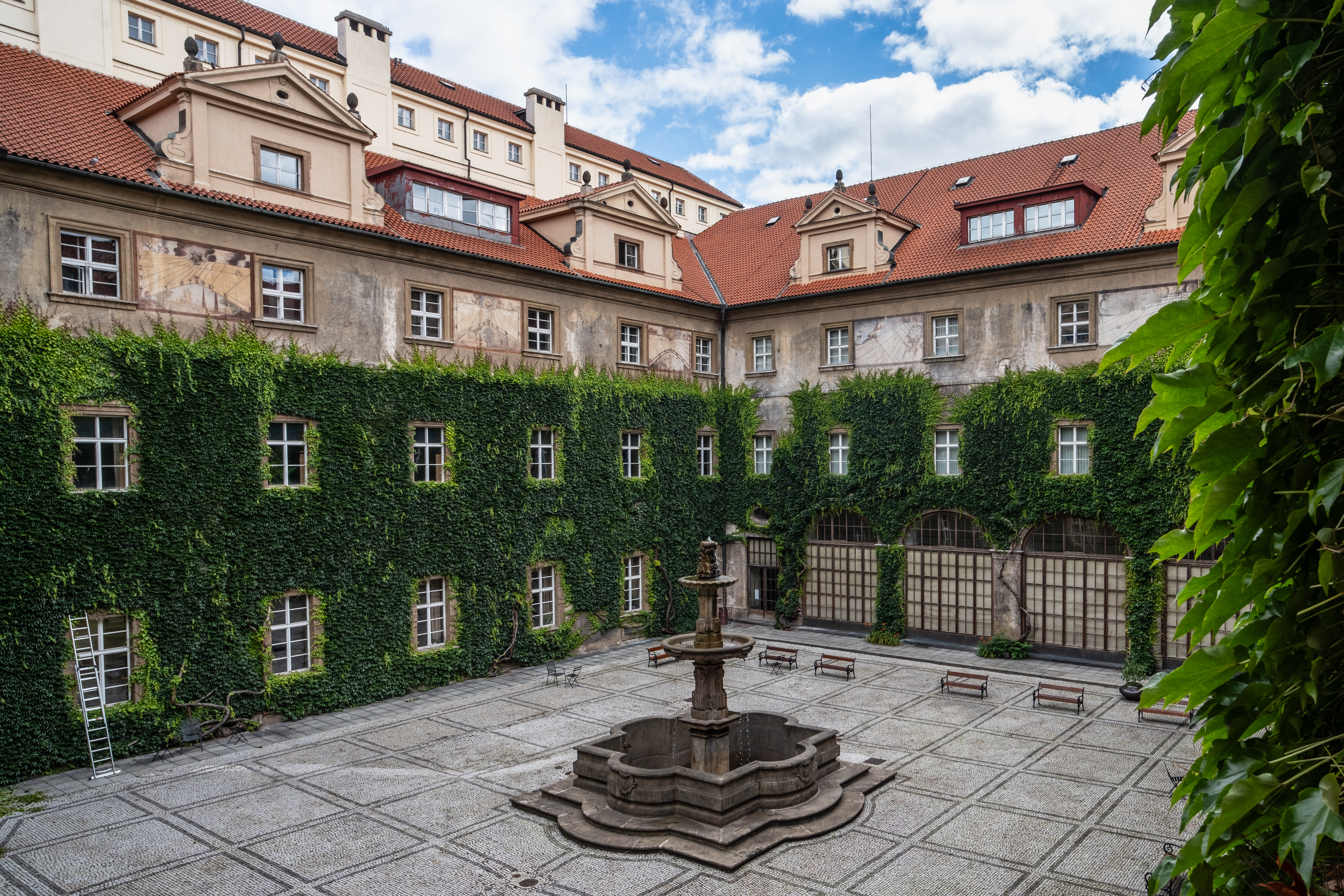
Révové nádvoří s kašnou

Stavební celek navrhl a v letech 1654–1669 začal stavět Carlo Lurago, kterého pro zaneprázdnění vystřídal jeho synovec Francesco Lurago, ve stavbě pokračoval Giovanni Domenico Orsi. Tehdy byla vybudována v raně barokním slohu západní část koleje, tvořená čtyřmi křídly. Západní křídlo do Křižovnické ulice má průčelí zdobené pilastry a štukovou výzdobou (v letech 1924–1925 byla tato část zvýšena a do vikýřů byly umístěny plastiky Otto Gutfreunda). Z této doby pochází i původní hlavní portál Klementina, kterým se vstupuje od Karlova mostu na první nádvoří, dnes podle sochy Pražského studenta od Josefa Maxe (z roku 1847) nazývané Studentské, a také kašna na Révovém nádvoří. Druhá etapa výstavby probíhala v letech 1709–1726. Mezi architekty a staviteli se uvádějí Pavel Ignác Bayer (tiskárna), František Maxmilián Kaňka a Kilián Ignác Dientzenhofer (východní křídlo, sv. Salvátor, Astronomická věž, Zrcadlová kaple – autor projektů není bezpečně znám, ale Dientzenhofer je považován za pravděpodobnějšího) a Giovanni Antonio Lurago.
Bohatě zdobené je průčelí do Mariánského náměstí. Nad portálem s toskánskými sloupy, jímž se odtud vchází do posledního (čtvrtého) nádvoří, je mohutný balkón a velké okno s heraldickou výzdobou, štít zdobí socha sv. Ignáce z Loyoly. Na tomto nádvoří stojí pomník matematika a astronoma Josepha Steplinga od Ignáce Platzera v podobě amorka. Čtvrté nádvoří odděluje od třetího nádvoří (hospodářského dvora) budova Zrcadlové kaple. V jejím sousedství se nad střechy Klementina zvedá Astronomická věž zakončená sochou Atlanta nesoucího nebeskou sféru, která pochází z dílny Matyáše Bernarda Brauna. Ze stejné dílny je socha sv. Jana Nepomuckého zdobící průčelí na nároží Karlovy a Seminářské ulice. Vchod do Klementina z Karlovy ulice vede do druhého nádvoří, k němuž přiléhá novodobá přístavba dnešní haly služeb. K pozoruhodnostem Klementina patří řada dochovaných slunečních hodin – jsou umístěné vždy v horním patře budov Révového a Studentského nádvoří a hospodářského dvora, další se nacházejí na Astronomické věži.
Ve 21. století oživilo venkovní prostory Klementina několik moderních skulptur: na 2. nádvoří u vchodu do Národní knihovny Dívka s vlaštovkou Magdaleny Poplawské a Strom Lukáše Raise, na kašně Révového nádvoří Čtenáři Michala Trpáka.

## Interiéry

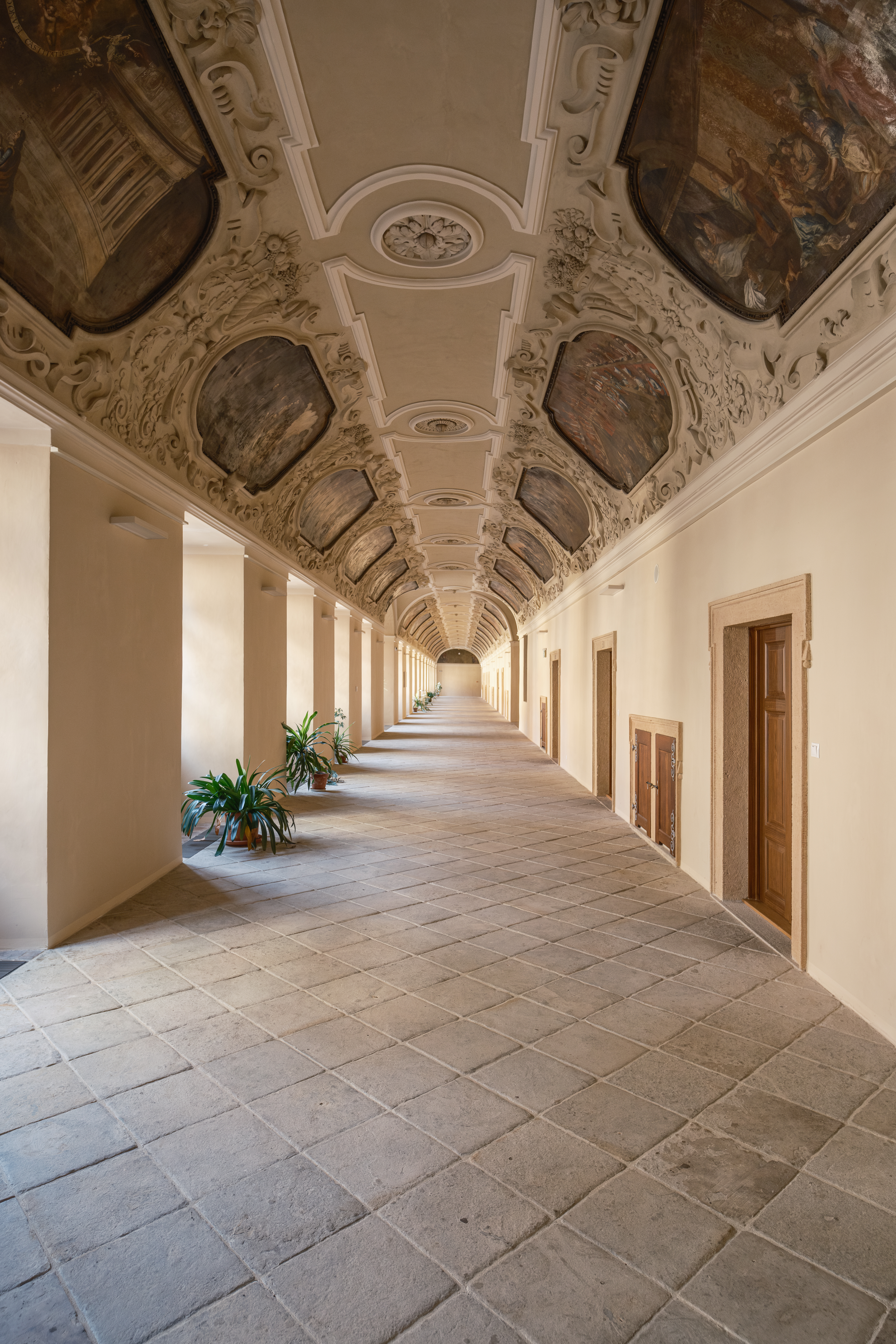
Tzv. Křižovnická chodba v 1. patře Klementina s cyklem 34 obrazů od Heřmana Schmidta s výjevy ze života sv. Františka Xaverského

Klementinský areál sloužil jednak osobním a liturgickým potřebám samotných jezuitů, jednak potřebám výuky a vědecké činnosti. Bylo zde i hospodářské zázemí. Účelům odpovídala i výzdoba jednotlivých prostor.
Bohatě zdobené štukaturou i nástropní výmalbou jsou chodby západního křídla při Křižovnické ulici: obrazy v kartuších jsou dílem jezuity Heřmana Schmidta a zobrazují výjevy ze života sv. Ignáce z Loyoly (34 obrazů v přízemí) a sv. Františka Xaverského (34 obrazů v 1. patře). Nástropní malby se zachovaly i v některých místnostech prvního patra. V této budově byla i menší kaple sv. Jana Nepomuckého, z níž po poslední přestavbě zůstal jen výklenek s rokokovým oltářem na hlavním schodišti. (Původně mělo Klementinum ještě další menší kapli, sv. Eligia, která při přestavbách zcela zanikla.) Schodiště bylo dříve vyzdobeno několika sochami – archandělů Michaela a Rafaela a jezuitských svatých.

### Letní refektář

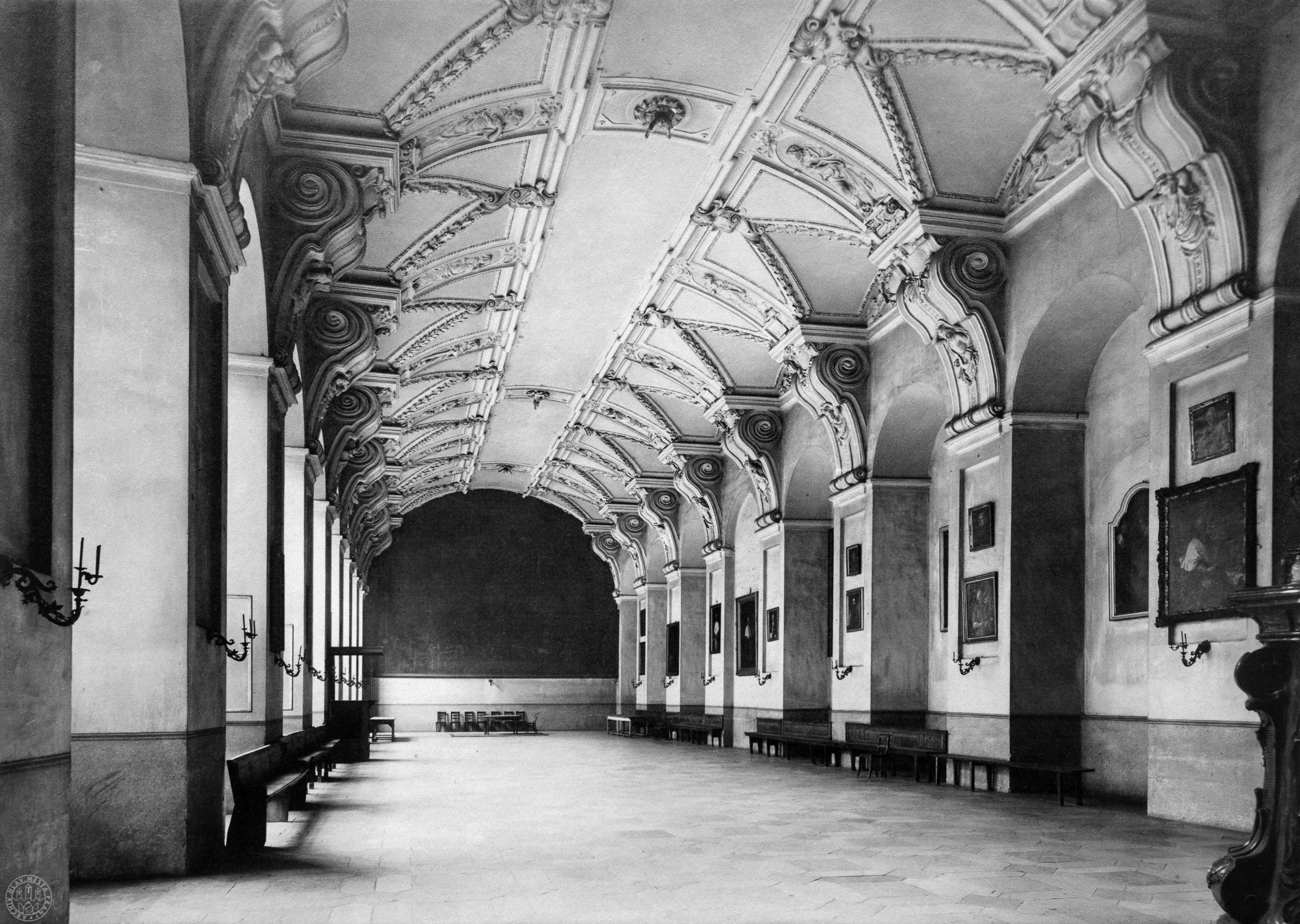
Původně letní refektář (jídelna), dnes sloužící jako Všeobecná studovna Národní knihovny ČR.

Z vnitřních prostor budov první etapy stavby vyniká velikostí i výzdobou tzv. letní refektář, který přiléhá ke kvadratuře a dnes slouží jako všeobecná studovna Národní knihovny. Prostor přesahuje až do 1. patra, je zaklenut valenou klenbou s devíti páry lunetových výsečí na konzolách s karyatidami. Klenbu refektáře zdobí alegorické postavy 16 ctností zasazené do plošných výklenků. Čelní stěnu pokrývá olejomalba Svatba v Káni galilejské, kterou podle návrhu Andrey Pozza provedl jeho žák Kryštof Tausch. Na protější stěně je freska zobrazující Návštěvu Krista v domě Lazarově (pravděpodobně dílo jezuitského malíře Jana Kubena), před níž stojí 6 m vysoká rokoková kachlová kamna z roku 1762. Původně zde byl také cyklus 34 obrazů s portréty slavných jezuitů od Jana Jiřího Heinsche, který se však nedochoval. Za pozornost stojí i předsíň refektáře se dvěma mramorovými lavaby (jedno z nich je dílem Jana Jiřího Bendla).

### Barokní knihovní sál a matematické sály

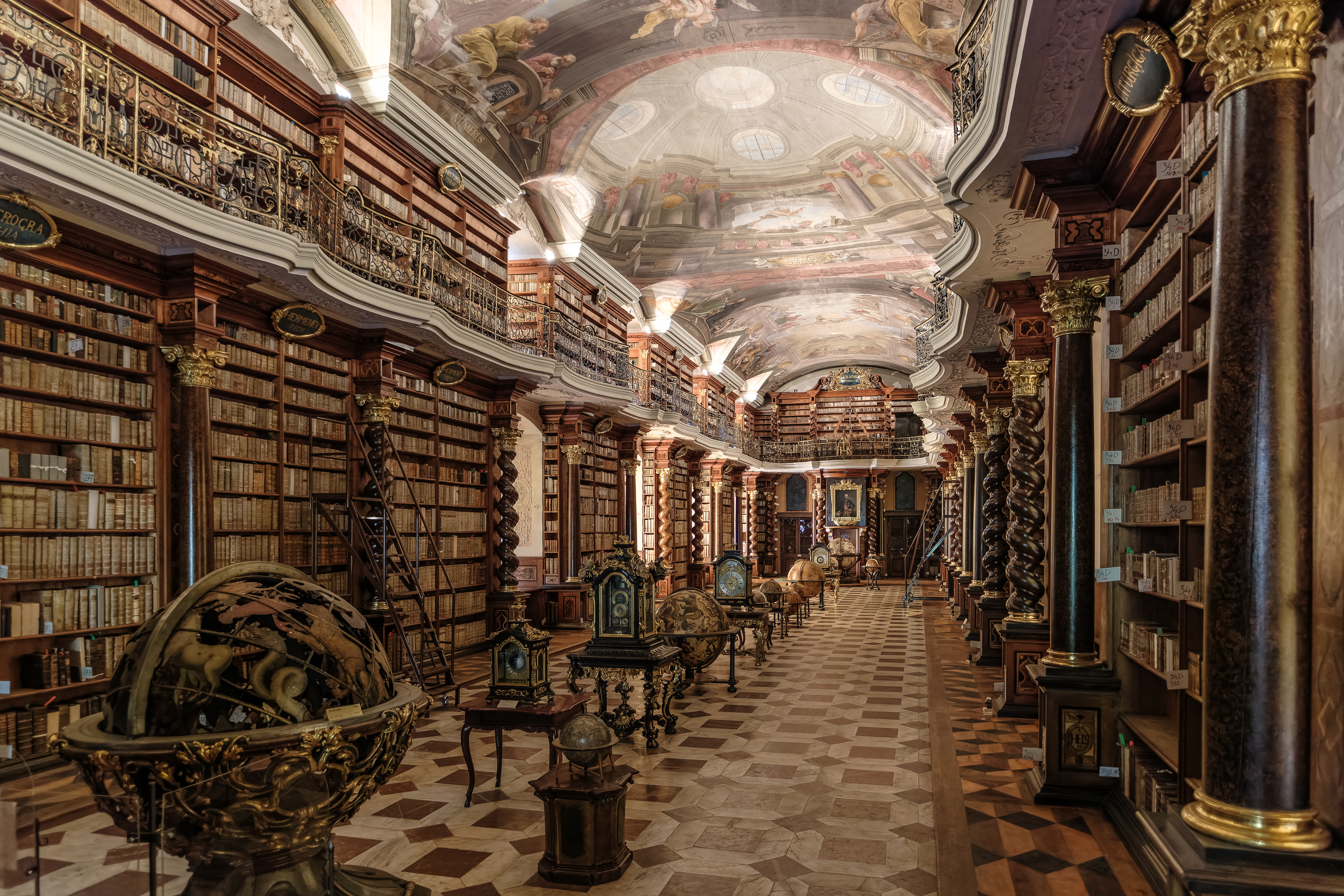
Barokní knihovní sál

I pokud nepočítáme kostely a kaple, nachází se v prostorách Klementina, které vznikly až v první polovině 18. století, několik hodnotných interiérů vyzdobených ve stylu vrcholného baroka. Barokní sál, který se rozkládá v patře nad Zrcadlovou kaplí, byl od počátku určen pro knihovnu. Jde o knihovnu dvoupodlažního typu s ochozem. Knihovní otevřené skříně s regály stojí mezi zdobenými sloupy, střídavě hladkými a kroucenými, se zlacenými korintskými hlavicemi. Šlo o první knihovnu v Čechách s freskovou výzdobou klenby. Hlavní freska představuje Chrám moudrosti s iluzívní kupolí, vedlejší zobrazují Apollóna na hoře Parnas a Proměnění Páně na hoře Tábor. Autorem fresek je Jan Hiebel, který vyzdobil i Zrcadlovou kapli. V sále se vystavují historické glóby pocházející z klementinských sbírek.
Freskovou a štukovou výzdobu mají i dva menší sály, nazývané Starý a Nový matematický sál (nyní jsou součástí hudebního a rukopisného oddělení). Původně sloužily pro klementinské muzeum, hlavní tematikou výzdoby je vedle matematických věd zejména astronomie. Autorem štukatur je Bernardo Spinetti.

## Rekonstrukce
Od roku 2010 probíhá postupná rekonstrukce objektů. Jejím cílem je zmodernizovat budovy pro účely knihovny a zároveň zachovat a obnovit historické a kulturní hodnoty a zvýšit společenskou prestiž. V roce 2019 vstoupila revitalizace do 3. etapy.

## Význam Klementina pro vědu

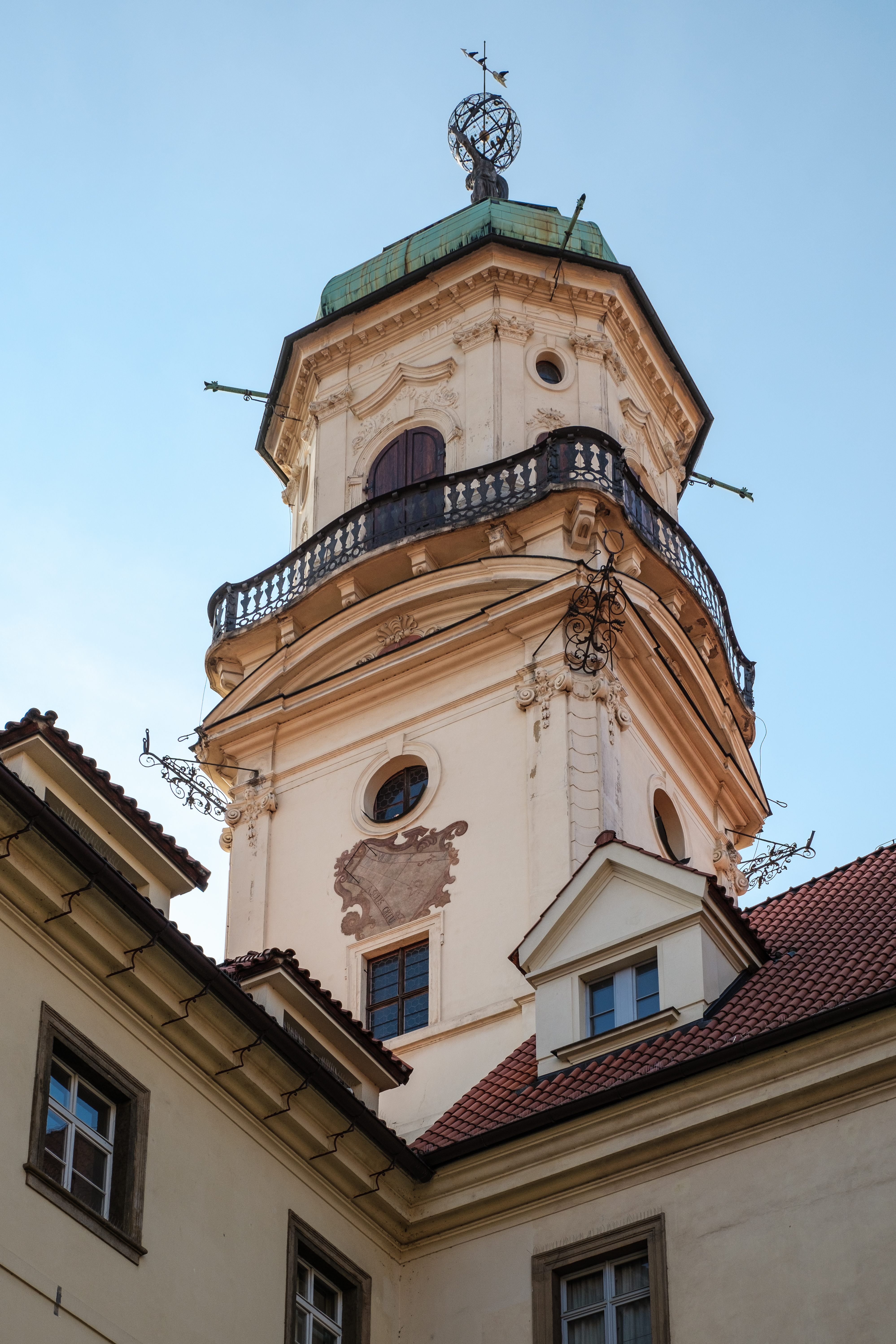
Astronomická věž z r. 1722

Klementinum má dějinný význam i pro rozvoj věd, zejména matematiky, astronomie a meteorologie. Vědám se věnovali jezuité i profesoři univerzity.
V roce 1722 byla založena zvláštní řádová matematicko-astronomická studia, postavena Astronomická věž a zřízeno tzv. Matematické muzeum – Museum mathematicum Collegii Clementini (jedno z prvních v Evropě), které se kromě sbírkové činnosti staralo i o výuku. Muzeum je spojeno se jménem Jana Kleina, mechanika, astronoma a jeho správce. Muzejní sbírky byly podle inventáře na svou dobu všestranné, kromě přístrojů a předmětů souvisejících s matematickými vědami a astronomií se zde nacházely i různé kuriozity, přírodniny, umělecká díla a exotické památky z cest řádových misionářů.
Muzeum bylo zrušeno roku 1785, sbírkové předměty byly předány jiným institucím a zčásti rozprodány (v dražbě je například pro své Museum technologicum zakoupil pražský vydavatel J.Schönfeld). Část sbírek se později dostala do Národního muzea, Národního technického muzea a Astronomického ústavu, v Klementinu zůstalo jen několik glóbů a Kleinových hodin.

V Astronomické věži byla v letech 1751–1752 z iniciativy matematika, fyzika a astronoma Josepha Steplinga zřízena observatoř. Po zrušení jezuitského řádu ji spravovala univerzita, po vzniku Československa se stala Státní hvězdárnou. Dlouho byla jedinou významnou hvězdárnou v českých zemích a fungovala zde až do roku 1938. Kromě astronomie se observatoř zabývala též meteorologií. 

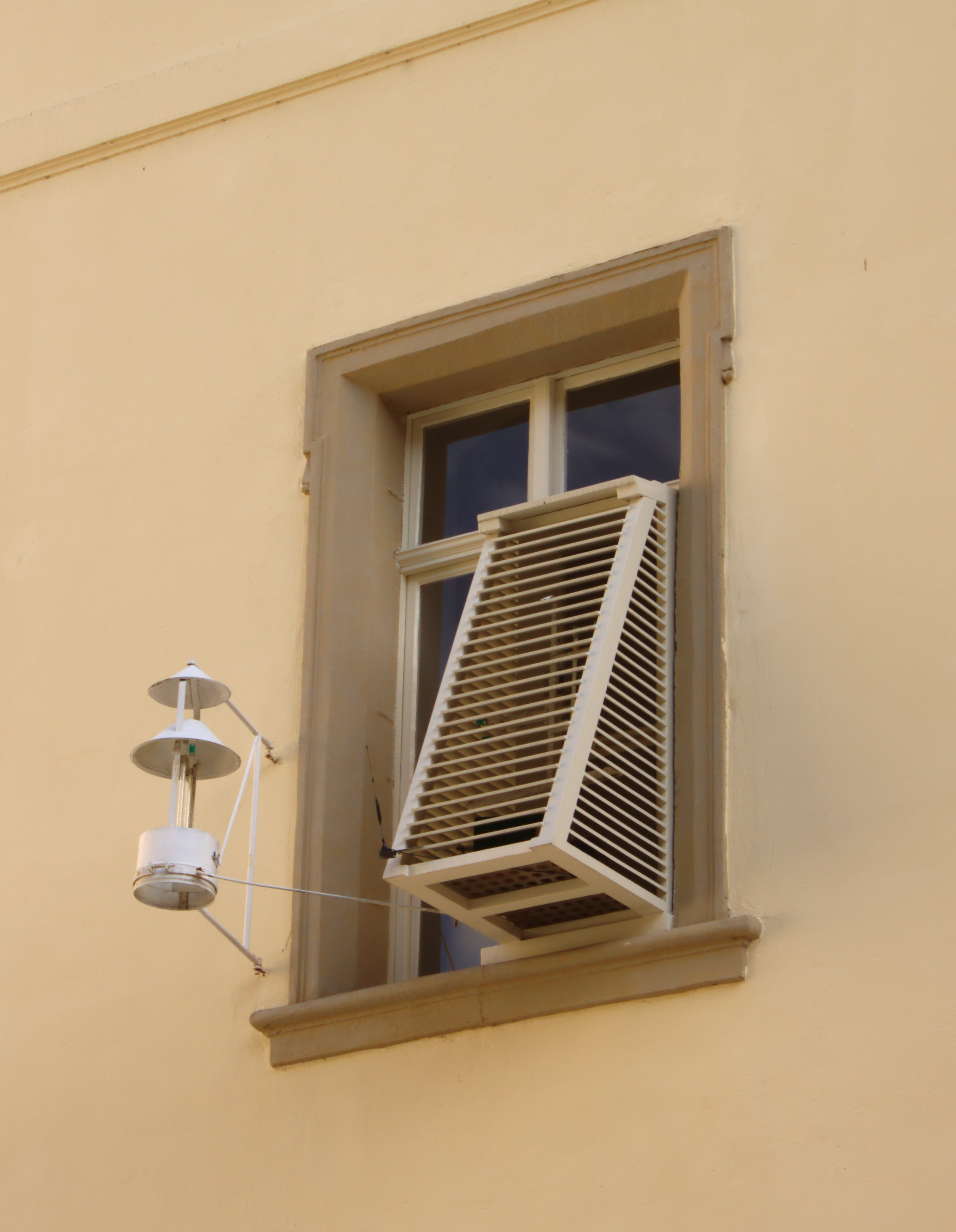
Současná meteorologická stanice na nádvoří Klementina.

 Systematická meteorologická měření a pozorování byla v Klementinu prováděna již od roku 1752. Od roku 1775 je zaznamenával astronom Antonín Strnad, Steplingův žák a pozdější rektor Karlovy univerzity. Jde o nejdelší souvislou řadu pozorování ve střední Evropě. Do roku 1783 se ale vyskytují mezery v záznamech. Od 1. ledna 1784 se zde měří teploty 3× denně již podle moderních kritérií, což pro klimatologii představuje cenný zdroj informací o stavu počasí a podnebí. Od r. 1804 přibylo i měření dešťových srážek. Po 2. světové válce byla observatoř přičleněna k Českému hydrometeorologickému ústavu.

## Osobnosti spjaté sKlementinem
- Rodrigo de Arriaga (1592–1667), španělský jezuita, vědec, filosof, výborný přednašeč
- Bohuslav Balbín – český literát, historik a vlastenec (pamětní deska v areálu)
- Tomáš Halík – farář při kostele Nejsvětějšího Salvátora
- Antonín Koniáš – jezuitský kazatel, cenzor a náboženský spisovatel
- Karl Kreil (1798–1862) – astronom a meteorolog, ředitel hvězdárny Klementina
- Franz Macasius (1686–1733) – český jezuita, učenec a doktor tří fakult Klementina
- Andrija Mohorovičić – chorvatský geofyzik (od roku 2011 pamětní deska v areálu)[43]
- Joseph Stepling (1715–1778) – matematik, fyzik a astronom (pomník na nádvoří)
- Pavel Josef Šafařík – spisovatel a jazykovědec slovenského původu, ředitel knihovny (pamětní deska v Karlově ulici)
- Karel Rafael Ungar – ředitel knihovny

## Zajímavosti

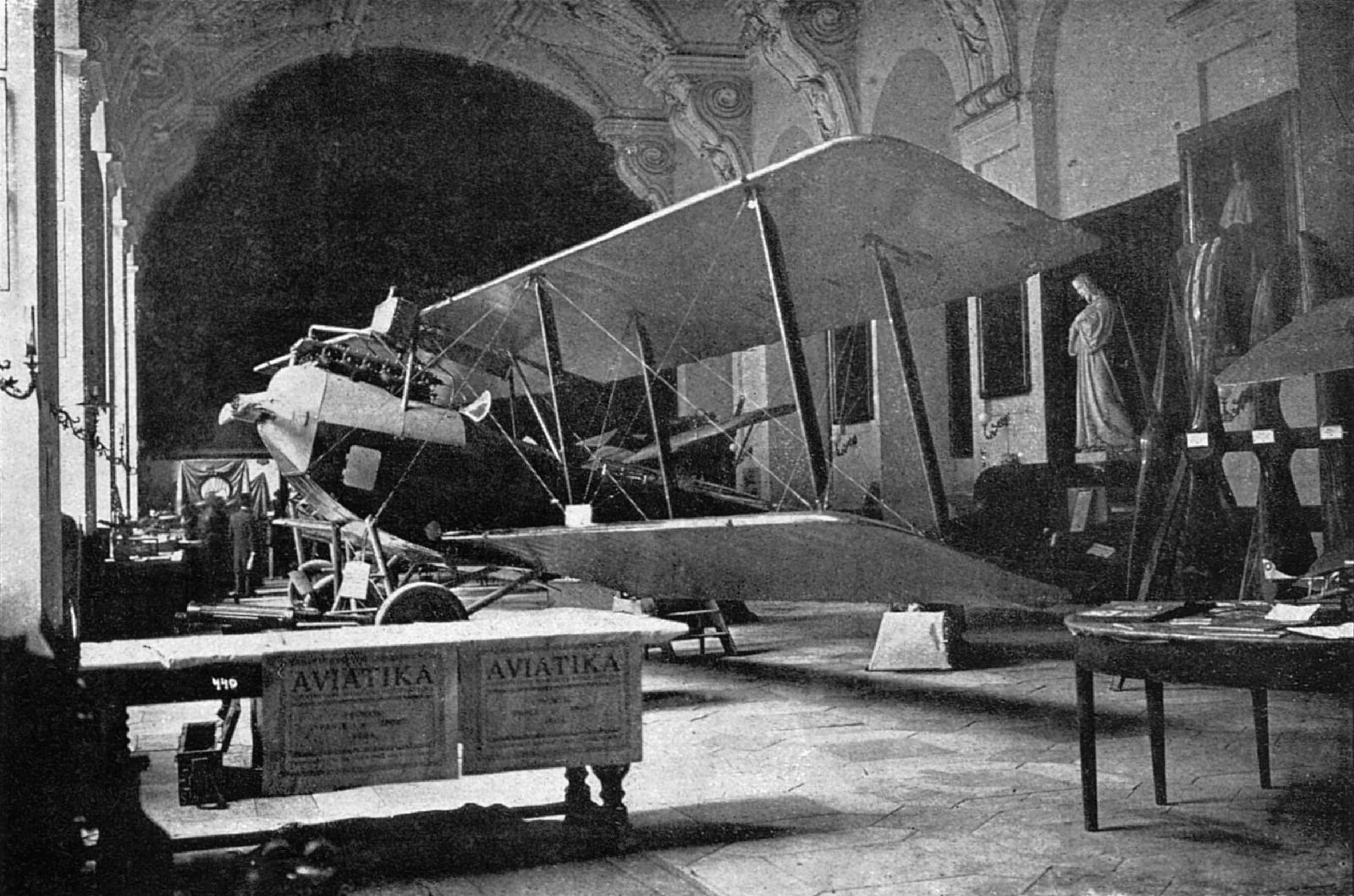
První letecké výstava v Praze, uspořádaná od 12. října 1919 do 16. listopadu 1919 v letním refektáři pražského Klementina.

- Někdejší jezuitský refektář (všeobecná studovna) příležitostně sloužil výstavám. Roku 1791 se zde konala velká průmyslová výstava, jedna z prvních v Evropě (další se konaly v letech 1829 a 1831).[44] V roce 1919 zde byla vůbec poprvé veřejnosti představena Slovanská epopej Alfonse Muchy. Výstava prvních pěti z jedenácti tehdy hotových pláten[45] trvala od 27. dubna 1919 do 21. září 1919 a navštívilo ji celkem 12.220 osob.[46] Od října do listopadu 1919 pak Slovanskou epopej vystřídala první letecké výstava v Praze, během níž bylo v refektáři vystaveno mimo jiné pět kompletních letounů.[47]
- Klementinum několikrát navštívil W. A. Mozart. Při příležitosti padesátého výročí pražské premiéry opery Don Giovanni v roce 1837 byl v Klementinu z výtěžku ze dvou veřejných koncertů a dobrovolných příspěvků Pražanů zřízen Mozartův památník, který se stal vůbec prvním mozartovským muzeem na světe. Později se stal součástí hudebního oddělení Národní knihovny a slouží badatelským účelům. Sbírka obsahuje rukopisné i tištěné historické hudebniny, které obsahují více než 180 Mozartových skladeb a také čtyři dopisy psané Mozartovou rukou a rukou členů jeho rodiny.[48]
- Po Klementinu je pojmenovaná planetka 3386 Klementinum,[49] kterou objevil v roce 1980 astronom Ladislav Brožek v jihočeské hvězdárně na Kleti.
- Záběry z Klementina se objevují i ve filmech, např. všeobecná studovna ve filmu Světáci (Zdeněk Podskalský, 1969).
- V letech 1822–1837 v Klementinu jako „knihovní sluha“ v Univerzitní knihovně pracoval a žil Antonín Langweil,[50][51] který zde také zhotovil svůj slavný model Prahy. Klementinum bylo prvním objektem, na němž v červnu 1826 Langweil začal pracovat a který dokončil, navzdory konfliktu s rektorem semináře, jemuž se Langweilovo zakreslování areálu nelíbilo a hrubě jej proto urážel.[52]

## Fotogalerie

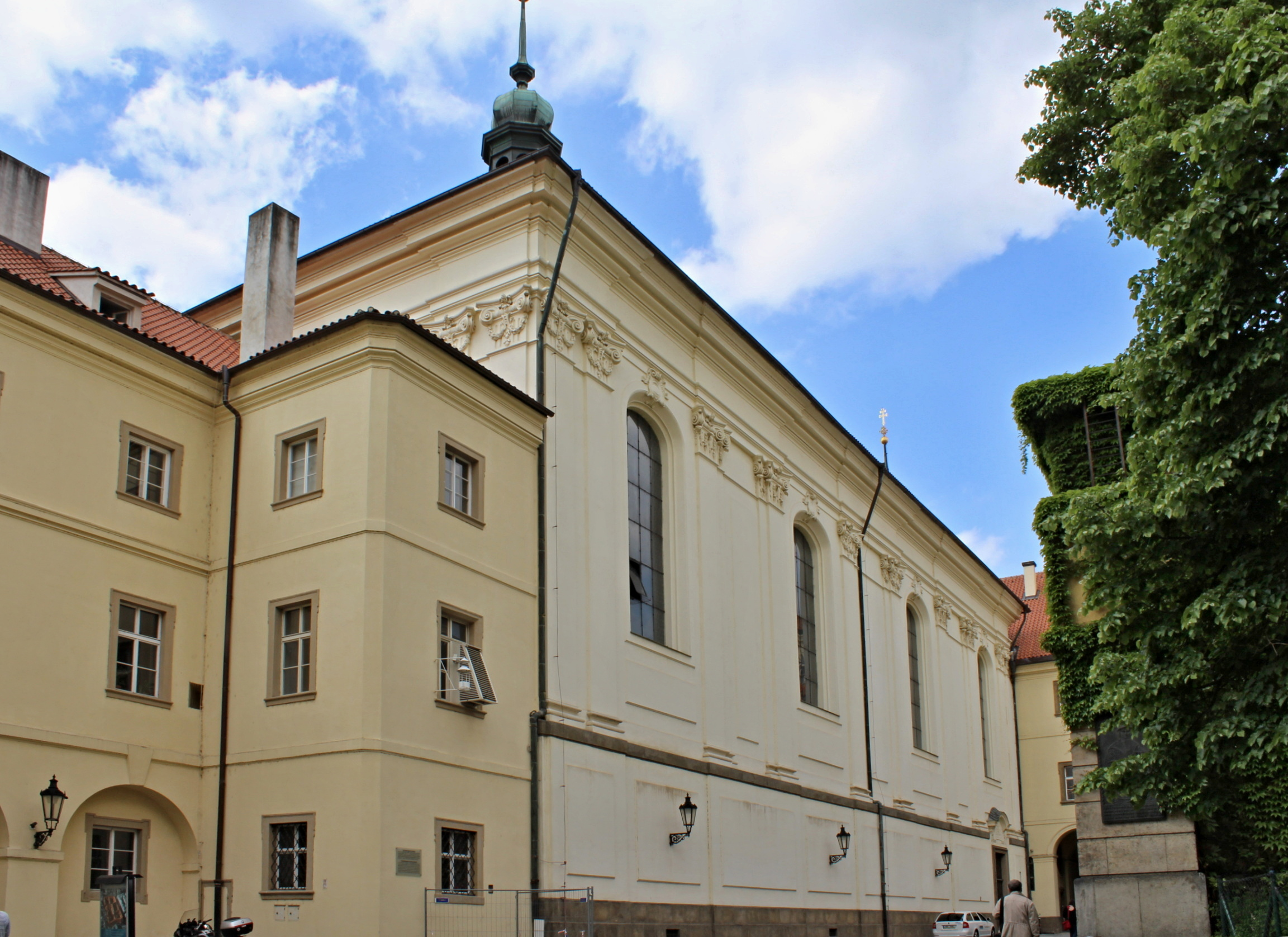
Kostel sv. Klimenta
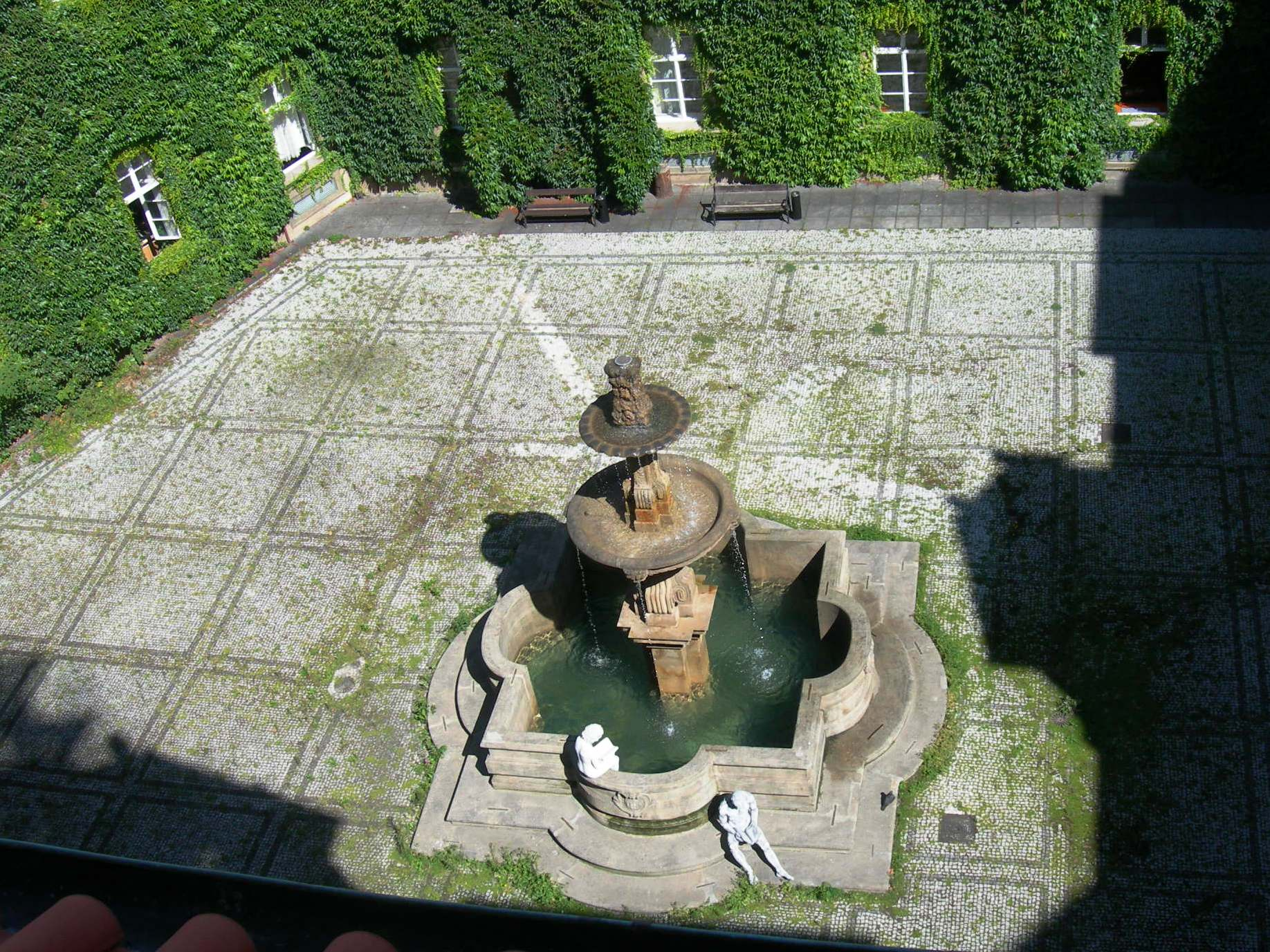
Kašna na nádvoří Klementina
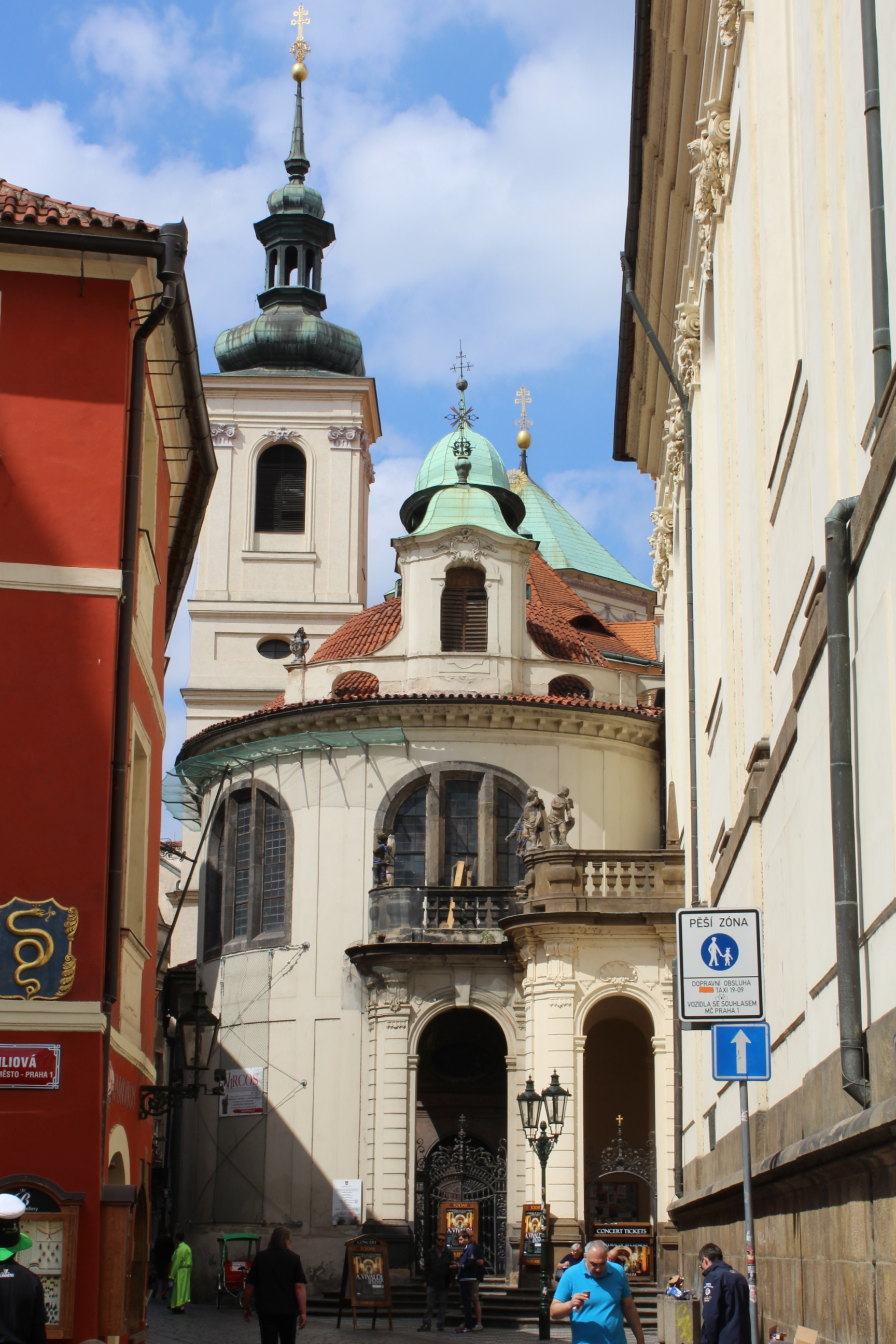
Vlašská kaple Nanebevzetí Panny Marie
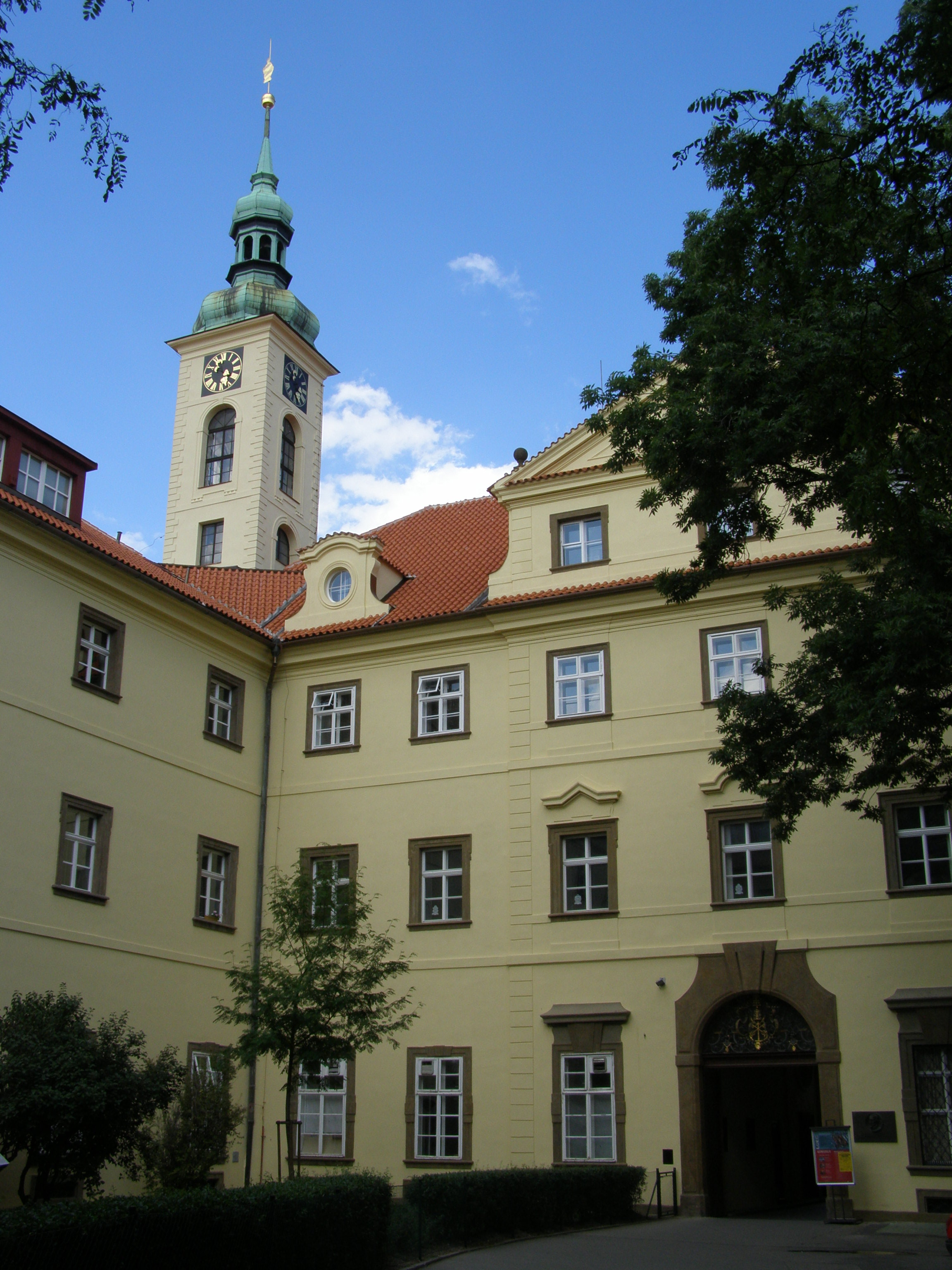
Nádvoří při západním vchodu
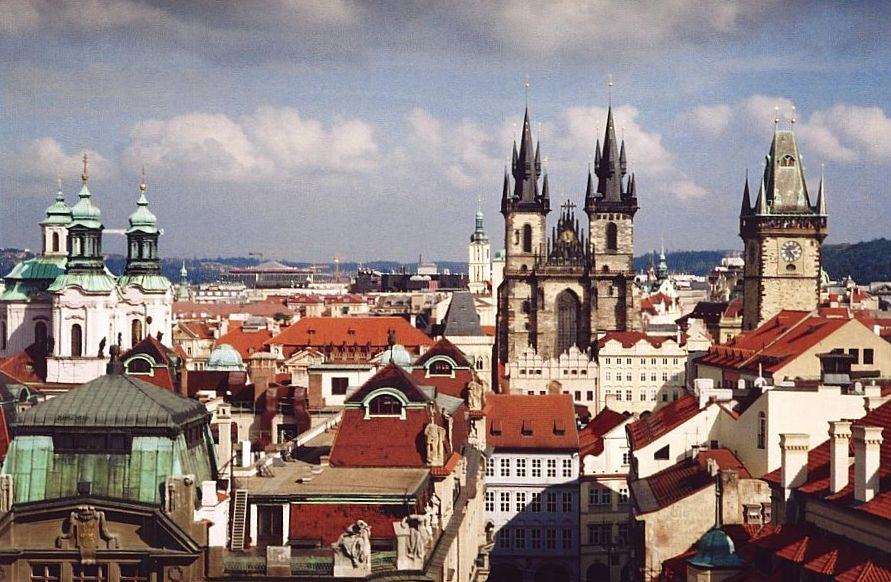
Pohled z astronomické věže Klementina na Staré Město
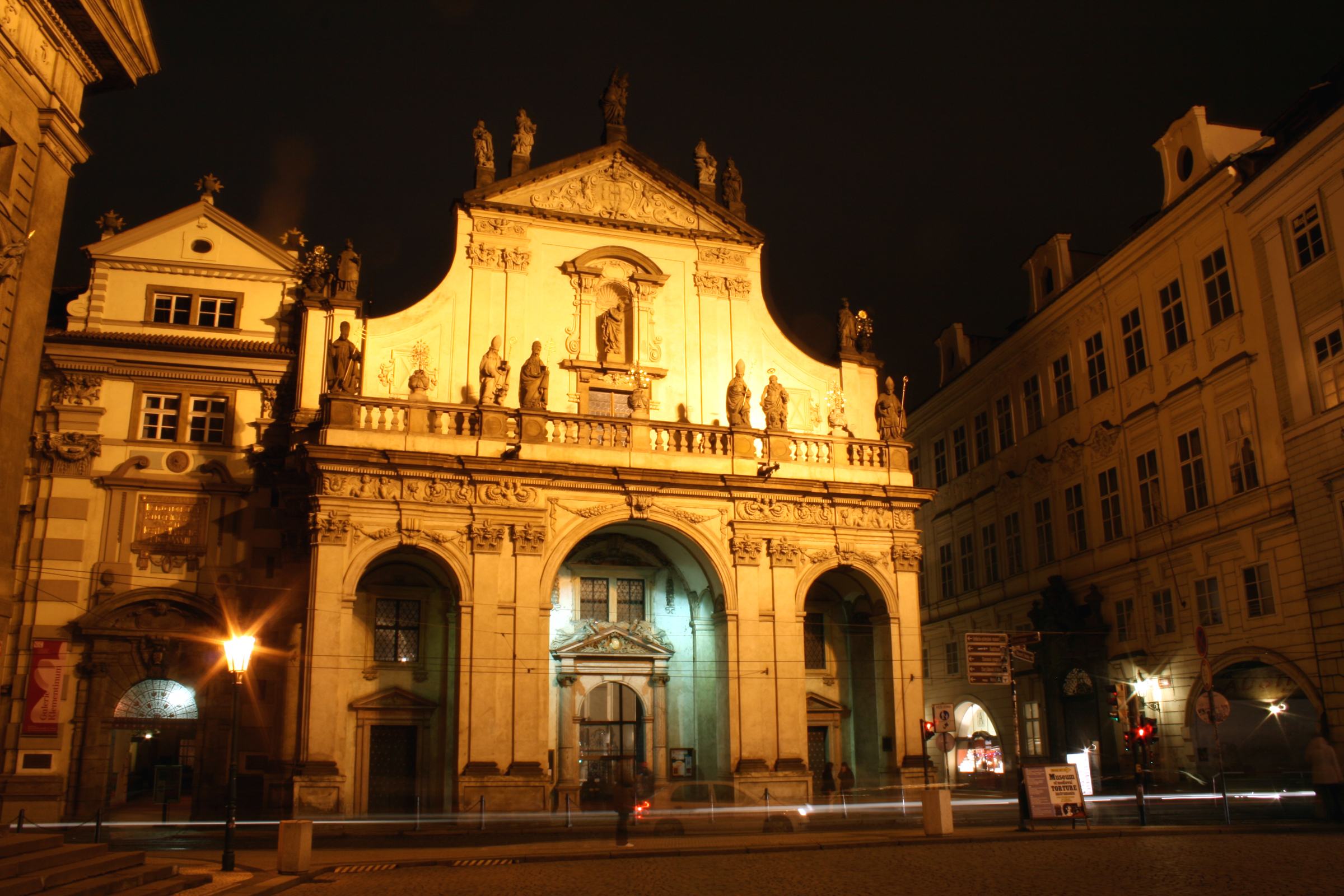
Vstup do Klementina z Křižovnického náměstí v noci
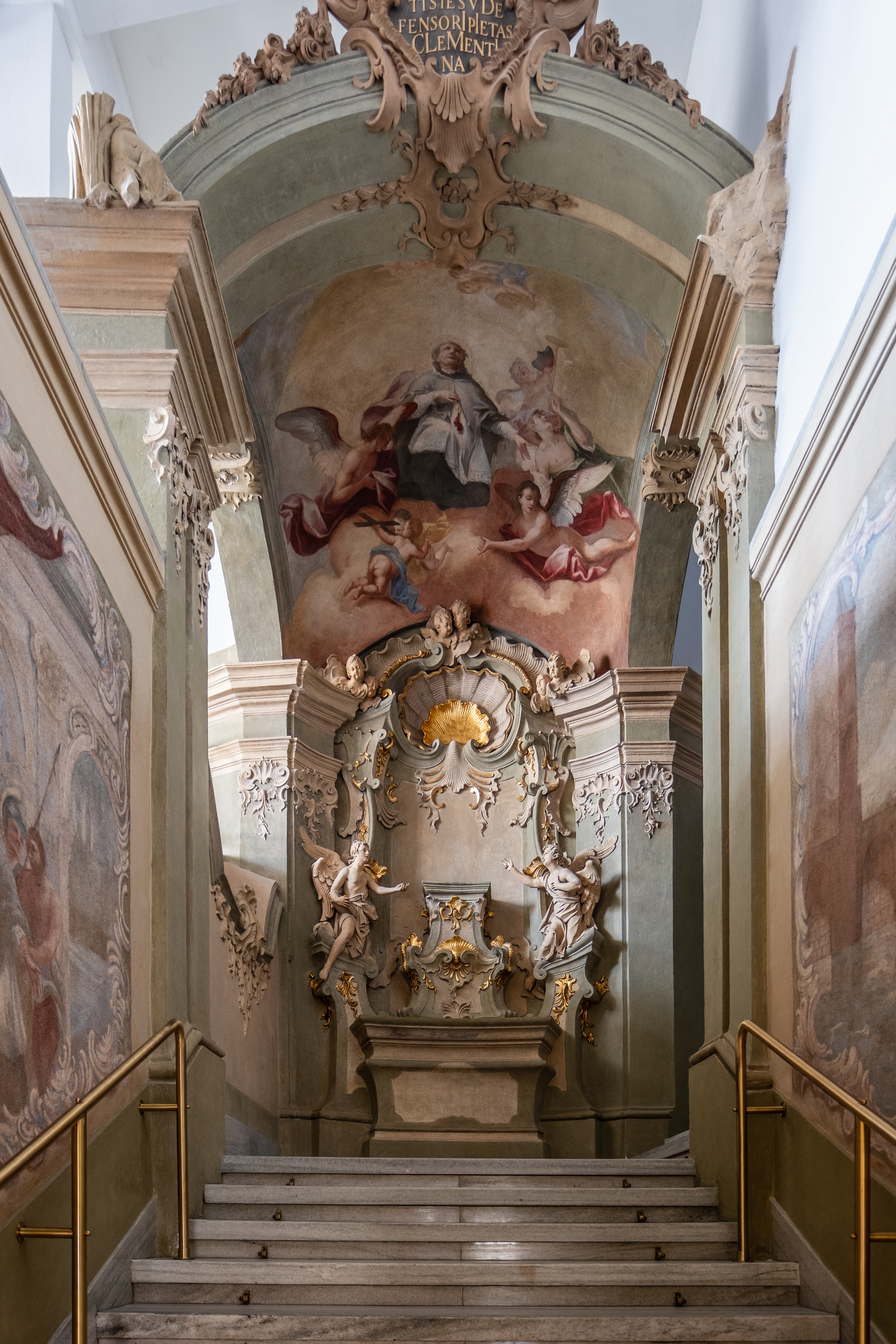
Torzo kaple sv. Jana Nepomuckého
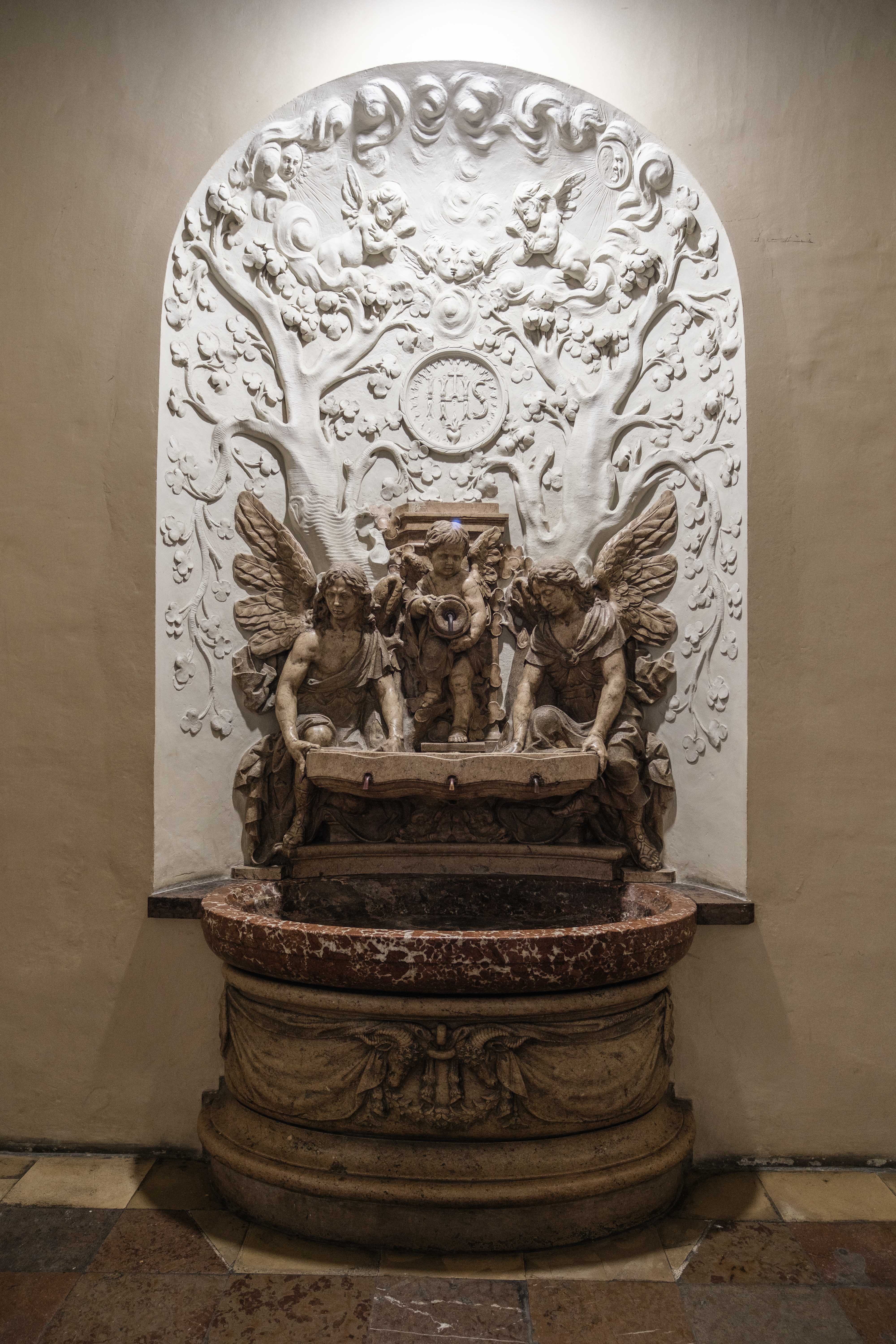
Lavabo (umyvadlo) od Jana Jiřího Bendla v předsíni letního refektáře (dnes Všeobecná studovna)
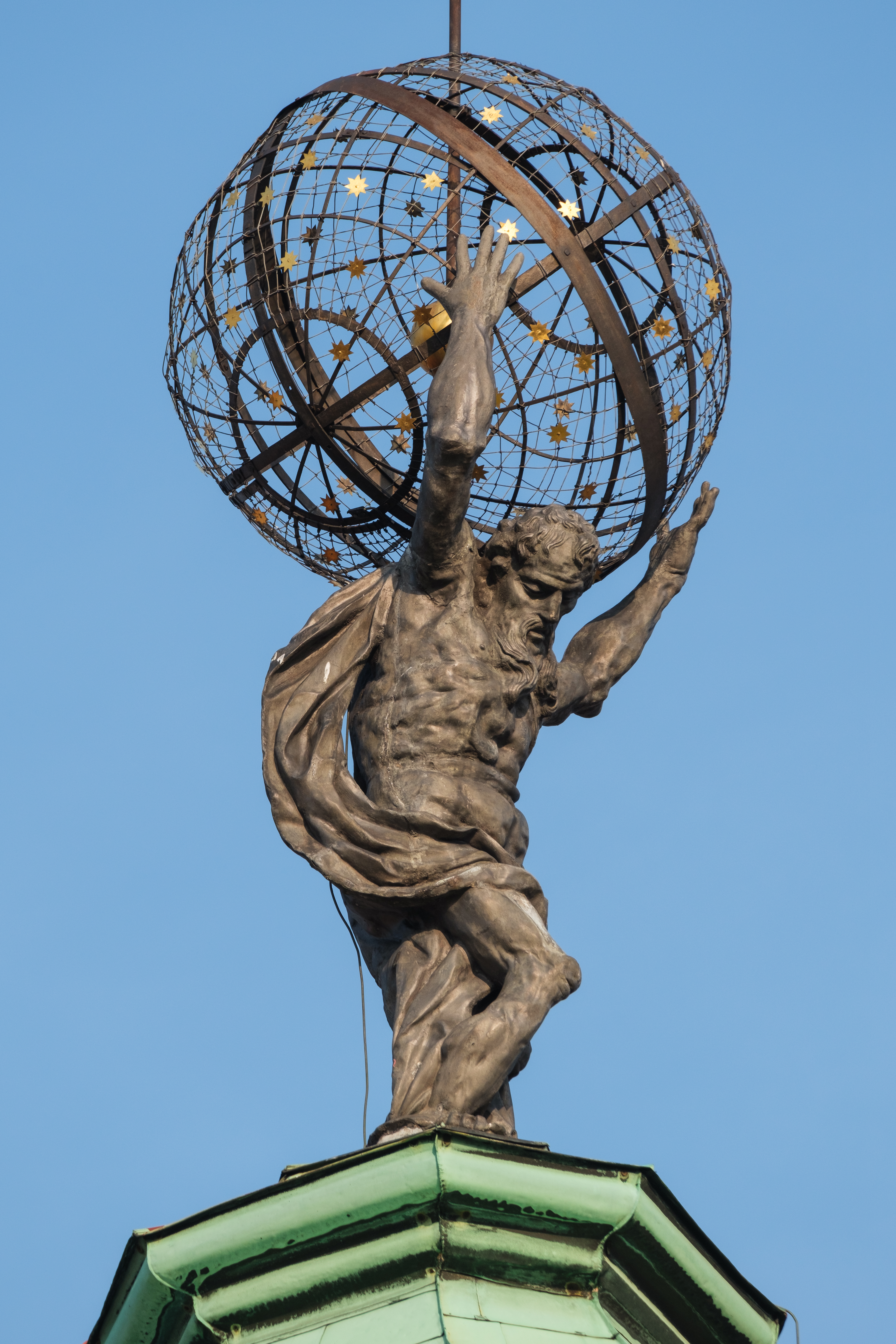
Olověná plastika Atlanta nesoucího nebeskou sféru z dílny Matyáše Bernarda Brauna.
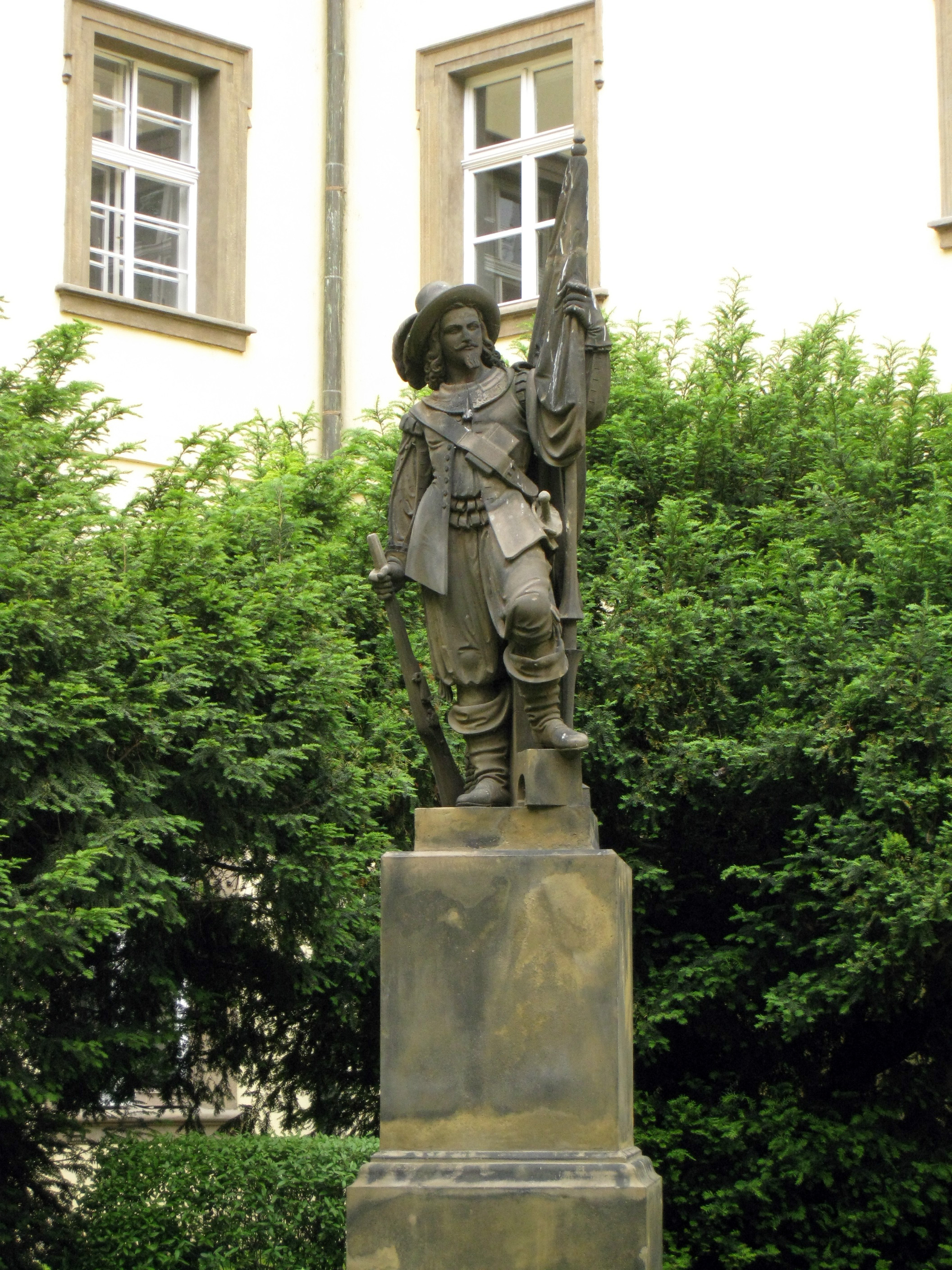
Pražský student